# Mario Zargani
Mario Zargani (Pisa, 20 novembre 1895 – Torino, 14 novembre 1951) è stato un musicista, violista e violinista italiano di origine ebraica, fu perseguitato dal regime fascista e licenziato dall'orchestra EIAR di Torino dopo la promulgazione delle Leggi razziali fasciste.

## Biografia

### Infanzia, primi studi, il trasferimento a Torino
Mario Zargani nacque a Pisa il 20 novembre 1895, da Eugenio Zargani e Ottavia Ventura. Appartenente a una famiglia di rito sefardita immigrata in Italia a metà Ottocento e stabilitasi a Livorno. Egli si trasferì con i genitori a Torino il 14 maggio 1906. Cresciuto in ambiente musicale, ricevette le prime lezioni dalla madre Ottavia e successivamente da un violinista del teatro Ernesto Rossi di Pisa, mostrando un talento precoce per la musica. Completò la sua formazione in Conservatorio, probabilmente a Parma, dove si diplomò in violino e viola. 
Il 28 settembre 1932 sposò Eugenia Tedeschi (1899-1969), dal loro matrimonio nacquero due figli: Aldo (1933) e Roberto (1934). Dalla relazione con Silvia Piccardi nacque Guido (1932).
Tra il 1936 e il 1937, la famiglia visse nella periferia di Torino, in Corso Francia, nei pressi della ferrovia, trasferendosi poi in Via Berthollet, nel quartiere San Salvario, di fronte al Parco Valentino, dove gli Zargani vissero fino al 21 novembre 1942, giorno dell'inizio della loro fuga.

### Il licenziamento, la persecuzione
L'8 o il 9 giugno 1939 Mario Zargani fu licenziato dall'EIAR. Egli tentò di protestare presso i sindacati e gli fu offerto un posto stagionale come viola a Enna. Nel settembre del 1939, Mario tentò di ottenere una cattedra al Conservatorio di Basilea: entrò in Svizzera il 2 settembre, ma non superò il concorso, fissato per il giorno successivo. Il 10 settembre si trasferì con la famiglia a Lugano per cercare un posto come musicista, ma anche questa possibilità sfumò e pertanto rientrò a Torino.
Dal giugno del 1942 iniziarono i bombardamenti su Torino. Nella notte tra il 20 e il 21 novembre 1942, la città fu colpita duramente. La mattina del 21 novembre, la famiglia Zargani fuggì in treno verso Asti. Nei primi mesi del 1943 furono raggiunti da Rosetta Tedeschi (1891-1943), vedova del fratello di Eugenia, con i figli Attilio e Lidia, detta Pucci (1925-1945). Rosetta e Pucci furono deportate ad Auschwitz: la madre non sopravvisse. Pucci sopravvisse alla prigionia ma morì di dissenteria poco dopo la liberazione del Lager. Attilio fu salvato da Vittorio Valabrega, marito di Iolanda Tedeschi, sorella di Eugenia.
Il 26 luglio, 1943, Mario si recò all'EIAR chiedendo la riassunzione, ma senza successo. Il 6 settembre 1943 scrisse al direttore d'orchestra Fernando Previtali chiedendo aiuto per la riassunzione.
Il 30 settembre 1943, la famiglia fuggì da Asti: si spostarono a Castiglione d'Asti, poi a Rubiana, quindi ad Acqui Terme. Tentarono un ritorno ad Asti ma, avvisati dei rastrellamenti, ripresero la fuga. Tra ottobre e novembre 1943, essi si spostarono a Cavaglià, a Torino, a Casale Monferrato, a Borgone di Susa e infine ancora Torino. 
Il 20 novembre 1943 si rifugiarono da Antonietta, ex cameriera licenziata nel 1938 a causa delle leggi razziali fasciste, che offrì loro la propria stanza in via Berthollet. Rimasero nascosti lì fino al 1° dicembre 1943, giorno in cui, dopo la pubblicazione su La Stampa dell'ordine del ministro Buffarini Guidi per la deportazione degli ebrei, si recarono dall'Arcivescovo di Torino. Il Cardinale Maurilio Fossati e Monsignor Vincenzo Barale organizzarono l'accoglienza dei figli nel Collegio Salesiano di Cavaglià. Il 2 dicembre 1943 vennero ricevuti i figli, mentre i genitori rimasero a Torino.
Tra fine gennaio e inizio febbraio 1944, Mario e la moglie furono arrestati a Torino mentre attendevano il tram in via Cernaia. Dopo il fermo e la detenzione presso il carcere Le Nuove, furono salvati dal commissario Pandoli, dalla superiora Giuseppina Demuro (1902-1965) e dal medico Ciraldi che dichiarò i coniugi non idonei al lavoro nei campi. La notte del 4 marzo 1944, Suor Giuseppina ne facilitò la fuga.
Nel maggio 1944, con l'aiuto del Maestro Bruni, membro del CNL, si rifugiarono a Urì, nelle montagne biellesi. Furono assistiti dal Cottolengo di Bioglio e dalla Brigata Garibaldi di Cino Moscatelli. Il Comune di Bioglio fornì loro false carte di identità. I figli rimasero inizialmente al collegio, sotto la protezione di Monsignor Vittorio Cavasin. 
Agli inizi di ottobre 1944, un'incursione delle SS nell'Istituto e la proposta ad Aldo di proseguire gli studi nel seminario spinsero i genitori a prelevarli: i figli giunsero a Urì il 15 ottobre 1944. 
La famiglia visse in una baita alle pendici del Monte Rovella fino al 7 maggio 1945. Mario si guadagnava da vivere come barbiere e insegnante di musica, mantenendo i contatti con le bande partigiane. Sfuggì con il figlio a due rastrellamenti, uno a gennaio e un altro nel mese di marzo 1945. 
Il 25 aprile, temendo che la guerra non fosse ancora finita, Mario impose ai figli di restare nascosti, infine raggiunsero Bioglio il 30 aprile.

### Il ritorno alla normalità
Il 7 maggio la famiglia Zargani fece ritorno a Torino dove iniziarono a riprendere abitudini di vita in una apparente normalità. La famiglia si recò dal Commissario Pandoli e da Suor Giuseppina ringraziando per l'aiuto ricevuto che consentì loro di evitare le deportazioni.
Mario Zargani fu riassunto in RAI a Torino nel 1945 con il ruolo di seconda viola (altra prima viola) e avrebbe proseguito la sua carriera concertistica anche con il Teatro Regio della stessa città. 
Morì a Torino il 4 novembre 1951.